# Кіселіна
Кіселіна (пол. Kisielina, Kisielna) — гірська річка в Польщі, у Бжеському й Тарновському повітах Малопольського воєводства. Права притока Вісли, (басейн Балтійського моря).

## Опис
Довжина річки 41 км, найкоротша відстань між витоком і гирлом — 34,08  км, коефіцієнт звивистості річки — 1,21 . Формується притоками та багатьма безіменними струмками.

## Розташування
Бере початок на північно-східних схилах гори Камйонка (382 м) у селі Лиса-Гура (гміна Дембно). Спочатку тече переважно на північний схід через Суфчин, Лопонь, Перлу, Бядоліни-Радловські, Волю-Радловську і у селі Вал-Руда повертає на північний захід. Далі тече через Здажець, Ядовники-Мокпе, Мерховіце-Великі, Демблін і у селі Новополе впадає у річку Віслу.

## Притоки
- Покшувка (Лопанський Потік), Ульга (праві)[2].

## Цікаві факти
- Наприкінці XIX століття у Географічному словнику Королівства Польського та інших  країв зазначено, що річка Кіселіна впадає у річку Дунаєць у селі Ветшиховіце[2]. На мапі туристичній зазначено, що поруч з пригирловою частиною річки від села Меховіце-Мале до Ветшиховіце розміщена пригирлова частина колишньої річки, яка входила у Дунаєць[3].
- Над верхів'єм річки пролягають туристичні шляхи, яки на мапі туристичній значаться кольором: синім (Мельштин — Завада-Лянцкоронська — Вольниця (408 м) — Домброва (409 м) — Хохолець — Дембно); зеленим (Домброва (409 м) — Грабно — Войнич)[3].